# 抽筒竹
抽筒竹（学名：Gelidocalamus tessellatus）为禾本科井冈寒竹属下的一个种。

## 扩展阅读
- 維基物種上的相關：抽筒竹